# Beacon Hill (Nova Gales do Sul)
Beacon Hill é um subúrbio do norte de Sydney, no estado da Nova Gales do Sul, na Austrália, 17 quilômetros a nordeste do distrito empresarial central de Sydney, na área do governo local do Conselho de Northern Beaches. Sua população era de 6 900 habitantes, em 2011.